# Kim Ha-Yun
Kim Ha-Yun (7 de enero de 2000) es una deportista surcoreana que compite en judo.
Participó en los Juegos Olímpicos de París 2024, obteniendo dos medallas de bronce, en +78 kg y el equipo mixto. En los Juegos Asiáticos de 2022 consiguió una medalla de oro.
Ganó dos medallas en el Campeonato Mundial de Judo, bronce en 2024 y oro en 2025, y dos medallas de bronce en el Campeonato Asiático de Judo, en los años 2021 y 2022.

## Palmarés internacional
| Juegos Olímpicos    | Juegos Olímpicos       | Juegos Olímpicos  | Juegos Olímpicos |
| Año                 | Lugar                  | Medalla           | Categoría        |
| ------------------- | ---------------------- | ----------------- | ---------------- |
| 2024                | París (Francia)        | Medalla de bronce | +78 kg           |
| 2024                | París (Francia)        | Medalla de bronce | Equipo mixto     |
| Campeonato Mundial  |                        |                   |                  |
| Año                 | Lugar                  | Medalla           | Categoría        |
| 2024                | Abu Dabi (EAU)         | Medalla de bronce | +78 kg           |
| 2025                | Budapest (Hungría)     | Medalla de oro    | +78 kg           |
| Juegos Asiáticos    |                        |                   |                  |
| Año                 | Lugar                  | Medalla           | Categoría        |
| 2022                | Hangzhou (China)       | Medalla de oro    | +78 kg           |
| Campeonato Asiático |                        |                   |                  |
| Año                 | Lugar                  | Medalla           | Categoría        |
| 2021                | Biskek (Kirguistán)    | Medalla de bronce | +78 kg           |
| 2022                | Nursultán (Kazajistán) | Medalla de bronce | +78 kg           |